# MKTO
MKTO es un dúo musical pop estadounidense formado por Malcolm Kelley y Tony Oller. Su álbum debut homónimo fue lanzado el 30 de enero de 2014 por Columbia Records. En julio de 2015, el dúo lanzó su primer EP, titulado Bad Girls EP. A partir de 2014, la banda ha vendido más de 1 millón de discos en todo el mundo.

## Carrera musical

### 2010-2012: Formación
Malcolm Kelley y Tony Oller se conocieron en 2010 mientras filmaban la serie de televisión de Nickelodeon Gigantic, en la que sus personajes interpretaban a mejores amigos. Más tarde se formaron como dúo y se les ocurrió el nombre MKTO, que representa las iniciales combinadas de sus nombres y apellidos, MK para Malcolm Kelley y TO para Tony Oller. Elaboraron sobre la inspiración de su nombre, diciendo: «Nuestro álbum representa como los «Misfit Kids and Total Outcasts» niños inadaptados y marginados totales».

### 2012-2014: MKTO y álbum homónimo
El dúo firmó con Columbia Records y lanzó su sencillo debut «Thank You» el 12 de noviembre de 2012. El género de la canción es un cruce entre el pop y el hip hop. La canción ha alcanzado el éxito comercial, alcanzando los diez primeros en las listas de sencillos de Australia y Nueva Zelanda. El video musical de la canción se lanzó en YouTube a través de Vevo el 4 de enero de 2013 y obtuvo más de 500.000 visitas dos días después de su lanzamiento. Ahora tiene más de 25 millones de visitas. En el video musical, Harold Perrineau, quien interpretó al padre del personaje de Kelley en Lost, apareció como una referencia al programa. MKTO lanzó su segundo sencillo, «Classic», junto con el video musical el 20 de junio de 2013. «Classic» alcanzó el puesto 14 en el Billboard Hot 100 de Estados Unidos, y desde entonces el video musical ha recopilado más de 180 millones de visitas en YouTube. El video musical de su tercer sencillo, «God Only Knows», fue lanzado el 29 de noviembre de 2013 en YouTube y Vevo. «God Only Knows» alcanzó el puesto 11 en Australia y el 19 en Nueva Zelanda. En 2013, sirvieron como teloneros de la banda Emblem3 en su gira de verano por los Estados Unidos. También sirvieron como teloneros del #bandlife Tour de Emblem3 y del Demi World Tour de la cantante Demi Lovato en 2014. Su álbum debut homónimo MKTO fue lanzado el 30 de enero de 2014 en Australia y Nueva Zelanda y fue lanzado en abril.
En febrero de 2014, su álbum debut llegó al número 1 en Australia y al número 6 en Nueva Zelanda. Durante el verano de 2014, MKTO realizó su primera gira musical, el American Dream Tour. Este contó con los actos de apertura interpretados por Tiffany Houghton y Action Item. El cuarto sencillo de su álbum debut en los Estados Unidos es «American Dream» y alcanzó el puesto 40 en Australia y el 12 en Nueva Zelanda. A pesar de no ser sencillos, «Forever Until Tomorrow» alcanzó el número 23 en iTunes en Australia y «Heartbreak Holiday» alcanzó el número 30 en iTunes en Australia y el número 42 en los Estados Unidos.

### 2015-2016: EPBad Girls
El 22 de julio de 2015, MKTO lanzó su primer EP Bad Girls, que fue precedido por el lanzamiento en junio de 2015 de su sencillo principal «Bad Girls». El sencillo alcanzó el puesto 80 en Australia y el puesto 36 en el Billboard Mainstream Top 40. El EP alcanzó el puesto 32 en la lista de iTunes en Australia y el número 50 en la lista de iTunes en los Estados Unidos. El 9 de marzo de 2016 se estrenó exclusivamente en Billboard un sencillo de doble cara A que incluía dos pistas nuevas, «Hands Off My Heart/Places You Go». «Superstitious» es el segundo sencillo lanzado en 2016 por el dúo.

### 2017-2021: Segundo álbum de estudio cancelado, disolución, regreso y partida de Oller
El 10 de marzo de 2017, Oller anunció en Twitter que la banda se había separado. Sin embargo, según su página de Twitter, planean lanzar nueva música muy pronto. El 12 de junio de 2018, MKTO anunció en Twitter que volvían a estar juntos. Tres días después, el 15 de junio, la banda anunció que había firmado un nuevo contrato discográfico con BMG. Tras el anuncio, el dúo lanzó un nuevo sencillo titulado «How Can I Forget» en septiembre de 2018. En junio de 2019, lanzaron otro sencillo, «Shoulda Known Better». Un tercer sencillo, «Marry That Eyes», fue lanzado el 6 de septiembre de 2019. «Consider Me Yours» fue lanzado el 22 de noviembre de 2019. En abril de 2020, MKTO lanzó un video musical para Just Imagine It. También lanzaron 3 sencillos, «Simple Things», «Party With My Friends» y «How Much». «Party With My Friends» alcanzó el puesto 85 en iTunes mientras que «How Much» alcanzó el puesto 54 en iTunes. El 17 de agosto de 2021, Tony Oller anunció a través de las redes sociales que dejaría la banda.

## Discografía

### Álbumes
| Título | Detalles del álbum                                                                             | Posiciones | Posiciones | Posiciones | Posiciones |
| Título | Detalles del álbum                                                                             | US         | AUS        | NZ         | SWE        |
| ------ | ---------------------------------------------------------------------------------------------- | ---------- | ---------- | ---------- | ---------- |
| MKTO   | - Fecha de lanzamiento: 30 de enero de 2014 - Formatos: CD, descarga digital - Sello: Columbia | 31         | 1          | 6          | 21         |

### EPs
| Título       | Detalles del EP                                                                           | Posiciones | Posiciones | Posiciones | Posiciones |
| Título       | Detalles del EP                                                                           | US         | AUS        | NZ         | SWE        |
| ------------ | ----------------------------------------------------------------------------------------- | ---------- | ---------- | ---------- | ---------- |
| Bad Girls EP | - Fecha de lanzamiento: 24 de julio de 2015 - Formato: Descarga digital - Sello: Columbia | —          | —          | —          | —          |

### Sencillos

#### Como artista principal
| «Thank You»                                                        | 2012 | —  | 38 | 2  | 30 | —  | 27 | 7  | —   | — | —  | - ARIA: 4× Platino - RMNZ: Platino                                                       | MKTO                |
| «Classic»                                                          | 2013 | 14 | 8  | 9  | 9  | 61 | 45 | 8  | 217 | 7 | 24 | - RIAA: 2× Platino - ARIA: 3× Platino - BPI: Platino - IFPI SWE: Platino - RMNZ: Platino | MKTO                |
| «God Only Knows»                                                   | 2013 | —  | —  | 11 | —  | —  | —  | 19 | —   | — | —  | - ARIA: Platino - RMNZ: Oro                                                              | MKTO                |
| «American Dream»                                                   | 2014 | —  | 33 | 40 | —  | —  | —  | 12 | —   | — | —  | - ARIA: Oro - RMNZ: Oro                                                                  | MKTO                |
| «Bad Girls»                                                        | 2015 | —  | 36 | 80 | —  | —  | —  | —  | 211 | — | —  |                                                                                          | Bad Girls EP        |
| «Hands Off My Heart/Places You Go»                                 | 2016 | —  | —  | —  | —  | —  | —  | —  | —   | — | —  |                                                                                          | Sencillos sin álbum |
| «Superstitious»                                                    | 2016 | —  | —  | —  | —  | —  | —  | —  | —   | — | —  |                                                                                          | Sencillos sin álbum |
| «How Can I Forget»                                                 | 2018 | —  | —  | —  | —  | —  | —  | —  | —   | — | —  |                                                                                          | Sencillos sin álbum |
| «Shoulda Known Better»                                             | 2019 | —  | —  | —  | —  | —  | —  | —  | —   | — | —  |                                                                                          | Sencillos sin álbum |
| «Marry Those Eyes»                                                 | 2019 | —  | —  | —  | —  | —  | —  | —  | —   | — | —  |                                                                                          | Sencillos sin álbum |
| «Consider Me Yours»                                                | 2019 | —  | —  | —  | —  | —  | —  | —  | —   | — | —  |                                                                                          | Sencillos sin álbum |
| «Simple Things»                                                    | 2020 | —  | —  | —  | —  | —  | —  | —  | —   | — | —  |                                                                                          | Sencillos sin álbum |
| «Party with My Friends»                                            | 2020 | —  | —  | —  | —  | —  | —  | —  | —   | — | —  |                                                                                          | Sencillos sin álbum |
| «How Much»                                                         | 2020 | —  | —  | —  | —  | —  | —  | —  | —   | — | —  |                                                                                          | Sencillos sin álbum |
| «—» denota un sencillo que no llegó a las listas o no fue lanzado. |      |    |    |    |    |    |    |    |     |   |    |                                                                                          |                     |

### Sencillos promocionales
| «Just Imagine It»                                                  | 2015 | — | — | — | — | — | — | — | — | — | — | Bad Girls EP |
| «—» denota un sencillo que no llegó a las listas o no fue lanzado. |      |   |   |   |   |   |   |   |   |   |   |              |

#### Como artista invitado
| Título                                   | Año  | Álbum              |
| ---------------------------------------- | ---- | ------------------ |
| «Summer Paradise» (Simple Plan con MKTO) | 2013 | Sencillo sin álbum |

## Premios y nominaciones

### Teen Choice Awards
| Año  | Premio             | Categoría                     | Trabajo nominado | Resultado |
| ---- | ------------------ | ----------------------------- | ---------------- | --------- |
| 2014 | Teen Choice Awards | Choice Music: Grupo emergente | MKTO             | Nominado  |

### Radio Disney Music Awards
| Año  | Premio                    | Categoría                     | Trabajo nominado | Resultado |
| ---- | ------------------------- | ----------------------------- | ---------------- | --------- |
| 2014 | Radio Disney Music Awards | La nueva canción más pegadiza | «Classic»        | Nominado  |
| 2015 | Radio Disney Music Awards | La nueva canción más pegadiza | «Classic»        | Nominado  |